# Juan Sánchez Azcona
Juan Sánchez Azcona y Díaz Covarrubias (Ciudad de México, 13 de enero de 1876-ibídem, 18 de mayo de 1938) fue un periodista, académico y político opositor al régimen del porfiriato. Fue amigo y secretario particular del presidente Francisco I. Madero.

## Estudios y primeros años
Su padre fue Juan Sánchez Azcona (1843-1894), ministro de México en Argentina, Brasil, Italia y Guatemala, así como magistrado durante los gobiernos de Benito Juárez y Porfirio Díaz. Su madre fue Leoncia Díaz Covarrubias. Fue sobrino de Gabino Barreda y de los hermanos Juan y Francisco Díaz Covarrubias. Eligió ser conocido por los apellidos de su padre. Realizó sus estudios en Europa, obtuvo el título en Filosofía y Letras en Alemania. En 1892 se trasladó a Francia para realizar estudios especializados en Ciencias Políticas y Sociales en La Sorbona. Fue compañero de estudios de Francisco I. Madero en París. Ambos conocieron al entonces cónsul Ignacio Manuel Altamirano con quien también crearon un vínculo de amistad. 
De regreso en México incursionó en el periodismo colaborando en El Partido Liberal y siendo fundador de El Tipo. Fue director de El Presente en 1906 y de El Diario en 1908. Colaboró, además, en El Mundo, El Imparcial, El Nacional, El Universal, la Revista Azul y la Revista Moderna.  Fundó y dirigió Nueva Era y, en 1910, México Nuevo. Este último fue utilizado como tribuna de opinión en contra del régimen de Porfirio Díaz.

## Maderista
Participó en la convención del 15 de abril de 1910 del Partido Nacional Antirreeleccionista. Ayudó a redactar el Plan de San Luis. Una vez que triunfó la Revolución maderista, y que Pino Suárez y Madero ganaron las elecciones extraordinarias de México de 1911, fue designado secretario particular del nuevo presidente. 
Fue diputado de la XXVI Legislatura del Congreso de la Unión de México. Perteneció al "Bloque Renovador". En las sesiones del Congreso, junto a Serapio Rendón, Luis Cabrera, Roque González Garza, Enrique Bordes Mangel y Francisco Escudero, defendió el maderismo en contra de "el Cuadrilátero", grupo conformado por los diputados Francisco M. de Olaguíbel, José María Lozano, Nemesio García Naranjo y Querido Moheno.
En 1913, durante los eventos de la Decena Trágica, estuvo a punto de ser capturado en Palacio Nacional cuando el general Aureliano Blanquet arrestó a Madero. En medio de la confusión fue salvado por Jesús Urueta, quien lo ayudó a escapar junto con el capitán Gustavo Garmendia. Se refugió en Tlaxcala, Puebla y Veracruz, finalmente se exilió a La Habana.

## Carrancista
Ese mismo año regresó al país para unirse a la causa revolucionaria de Venustiano Carranza, con quien se entrevistó en Piedras Negras. Fue secretario de Gobierno de José María Maytorena en Sonora. En 1914 viajó a Europa para evitar que se otorgaran los empréstitos solicitados por Victoriano Huerta a Inglaterra y Francia, logró transferir con éxito dichos empréstitos a la Revolución constitucionalista.   
De nueva cuenta en México, en 1920, fue secretario de Relaciones Exteriores del gobierno carrancista por un corto período. Ese mismo año fue designado embajador de México en España por el gobierno de Álvaro Obregón.

## Académico
Fue miembro de la Academia de Artes y Ciencias de San Carlos de Nápoles, en Italia y de la Real Academia Hispano-Americana de Ciencias y Artes de Cádiz, en España. Fue homenajeado por el rey Alfonso XIII de España. Murió en la Ciudad de México el 18 de mayo de 1938.